# Artemisia pauciflora
Artemisia pauciflora — вид квіткових рослин роду полин (Artemisia) родини айстрових (Asteraceae).

## Поширення
Рослина зростає у степовій зоні Казахстану та Росії. Росте у глинистих та кам'янистих пустелях та напівпустелях, на солончаках.

## Морфологія
Багаторічний напівчагарник заввишки 10-30 см з великою кількістю прямих стебел, що відходять від основи. Коренева система потужна. Основний корінь стрижневий, короткий, з численними бічними коренями, що досягають глибини 50-85 см. Основна маса коренів зосереджена в шарі ґрунту до 20 см. Стебла навесні сірувато-запушені, потім голі, зелені з чорнуватим відтінком, взимку червонувато-каштанового кольору. Нижнє листя черешкове, подвійно-перисторозсічене, з лінійними скрученими укороченими часточками, верхнє — сидячі, біля основи з вушками. Суцвіття волотисте, з гострою верхівкою. Розмножується насінням.

## Охорона
Вид охороняється в Росії, занесений до Червоної книги Республіки Башкортостан.

## Таксономія
Artemisia pauciflora Weber ex Stechm. Dissertatio inauguralis botanico medica de Artemisiis. 26. 1775.
Синонім
Seriphidium pauciflorum (Weber ex Stechm.) Poljakov Труды бот. инст. Акад. наук Казахск. ССР 11: 175. 1961.